# رونه پنهاویسن
رونه پنهاویسن (فرانسوی: René Paenhuijsen‎) ژیمناست هنری اهل بلژیک بود.
از افتخارات وی می‌توان به کسب مدال برنز تیمی سیستم سوئدی مردان در بازی‌های المپیک تابستانی ۱۹۲۰ اشاره‌کرد.